# Sindaci di Rimini
Di seguito l'elenco cronologico dei sindaci di Rimini e delle altre figure apicali equivalenti che si sono succedute nel corso della storia.

## Stato Pontificio (1814-1860)
| Periodo | Periodo | Primo cittadino            | Partito | Carica            | Note |
| ------- | ------- | -------------------------- | ------- | ----------------- | ---- |
| 1815    |         | Giuseppe Savini            |         | f.f. Podestà      | -    |
| 1815    | 1816    | Gaetano Gaspare Battaglini |         | Podestà           | -    |
| 1816    | 1817    | Giulio Cesare Battaglini   |         | Gonfaloniere      | -    |
| 1817    | 1818    | Daniele Felici             |         | f.f. Gonfaloniere | -    |
| 1818    | 1819    | Paolo Garattoni            |         | Gonfaloniere      | -    |
| 1819    | 1821    | Luigi Pani                 |         | f.f. Gonfaloniere | -    |
| 1821    | 1823    | Francesco Mancini          |         | Gonfaloniere      | -    |
| 1823    | 1827    | Luigi Pani                 |         | Gonfaloniere      | -    |
| 1828    |         | Filippo Battaglini         |         | Gonfaloniere      | -    |
| 1828    |         | Luigi Pani                 |         | Gonfaloniere      | -    |
| 1828    | 1832    | Filippo Battaglini         |         | Gonfaloniere      | -    |
| 1832    | 1836    | Giambattista Spina         |         | Gonfaloniere      | -    |
| 1836    | 1838    | Filippo Battaglini         |         | Gonfaloniere      | -    |
| 1838    | 1839    | Sallustio Banditi Ferrari  |         | Gonfaloniere      | -    |
| 1839    | 1844    | Luigi Pani                 |         | Gonfaloniere      | -    |
| 1844    | 1846    | Filippo Battaglini         |         | Gonfaloniere      | -    |
| 1846    | 1850    | Luigi Pani                 |         | Gonfaloniere      | -    |
| 1850    | 1852    | Sallustio Banditi Ferrari  |         | Gonfaloniere      | -    |
| 1852    | 1854    | Nicola Zavagli             |         | f.f. Gonfaloniere | -    |
| 1854    | 1857    | Gianfrancesco Guerrieri    |         | Gonfaloniere      | -    |
| 1857    | 1859    | Audiface Diotallevi        |         | Gonfaloniere      | -    |
| 1859    | 1860    | Sallustio Banditi Ferrari  |         | Gonfaloniere      | -    |

## Regno d'Italia (1860-1946)
| Periodo | Periodo | Primo cittadino           | Partito                    | Carica                    | Note |
| ------- | ------- | ------------------------- | -------------------------- | ------------------------- | ---- |
| 1860    |         | Sallustio Banditi Ferrari |                            | Sindaco                   | -    |
| 1860    | 1861    | Vincenzo Salvoni          |                            | Sindaco                   | -    |
| 1861    | 1874    | Pietro Fagnani            |                            | Sindaco                   | -    |
| 1874    | 1877    | Ruggero Baldini           |                            | Sindaco                   | -    |
| 1877    | 1879    | Camillo Ugolini           |                            | f.f. sindaco              | -    |
| 1879    | 1880    | Giuseppe Gabri            |                            | Regio Commissario         | -    |
| 1880    | 1888    | Ruggero Baldini           |                            | f.f. sindaco              | -    |
| 1888    | 1889    | Francesco Guerrieri       |                            | Prosindaco                | -    |
| 1889    | 1892    | Alberto Leonardi          |                            | Sindaco                   | -    |
| 1892    | 1895    | Carlo Alberto Masi        |                            | Sindaco                   | -    |
| 1895    | 1898    | Giovanni Monti            |                            | Sindaco                   | -    |
| 1898    |         | Gaetano Falconi           |                            | Regio Commissario         | -    |
| 1898    | 1901    | Camillo Duprè             |                            | Sindaco                   | -    |
| 1901    | 1902    | Giovanni Monti            |                            | f.f. sindaco              | -    |
| 1902    |         | Enrico Frioli             |                            | Sindaco                   | -    |
| 1902    |         | Clemente Ricci            |                            | Commissario Straordinario | -    |
| 1903    |         | Giuseppe Botti            |                            | Regio Commissario         | -    |
| 1903    | 1905    | Ercole Frontali           |                            | Sindaco                   | -    |
| 1905    |         | Giambattista Massara      |                            | Regio Commissario         | -    |
| 1905    |         | Achille Renzi             |                            | Prosindaco                | -    |
| 1906    | 1909    | Camillo Duprè             |                            | Sindaco                   | -    |
| 1909    | 1910    | Guglielmo Carradori       |                            | Prosindaco                | -    |
| 1910    |         | Fellino Fellini           |                            | Commissario Prefettizio   | -    |
| 1910    |         | Alberto Cian              |                            | Regio Commissario         | -    |
| 1910    | 1911    | Massimiliano Licastro     |                            | Regio Commissario         | -    |
| 1911    |         | Giuseppe Neri             |                            | Prosindaco                | -    |
| 1911    | 1913    | Gaetano Facchinetti       |                            | Sindaco                   | -    |
| 1913    | 1914    | Michele Varriale          |                            | Commissario Prefettizio   | -    |
| 1914    |         | Carlo Solmi               |                            | Commissario Prefettizio   | -    |
| 1914    |         | Francesco Bolla           |                            | Commissario Prefettizio   | -    |
| 1914    | 1919    | Adauto Diotallevi         |                            | Sindaco                   | -    |
| 1919    | 1920    | Gennaro Sannini           |                            | Commissario Prefettizio   | -    |
| 1920    |         | Ernesto Reale             |                            | Commissario Prefettizio   | -    |
| 1920    | 1922    | Arturo Clari              |                            | Sindaco                   | -    |
| 1922    | 1923    | Arcangelo Leggieri        |                            | Commissario Prefettizio   | -    |
| 1923    |         | Luigi Marcialis           |                            | Regio Commissario         | -    |
| 1923    | 1926    | Antonio Del Piano         |                            | Sindaco                   | -    |
| 1926    | 1927    | Francesco Militello       |                            | Commissario Prefettizio   | -    |
| 1927    | 1929    | Tullo Busignani           | Partito Nazionale Fascista | Podestà                   | -    |
| 1929    |         | Lorenzo Limon             |                            | Commissario Prefettizio   | -    |
| 1929    | 1933    | Pietro Palloni            | Partito Nazionale Fascista | Podestà                   | -    |
| 1933    | 1939    | Guido Mattioli            | Partito Nazionale Fascista | Podestà                   | -    |
| 1939    | 1943    | Eugenio Bianchini         |                            | Commissario Prefettizio   | -    |
| 1943    | 1944    | Ugo Giorgio Ughi          |                            | Commissario Prefettizio   | -    |
| 1944    | 1946    | Arturo Clari              |                            | Sindaco indicato dal CLN  | -    |

## Repubblica Italiana (dal 1946)
| Sindaci eletti dal Consiglio comunale (1946-1995)    | Sindaci eletti dal Consiglio comunale (1946-1995) | Sindaci eletti dal Consiglio comunale (1946-1995) | Sindaci eletti dal Consiglio comunale (1946-1995) | Sindaci eletti dal Consiglio comunale (1946-1995) | Sindaci eletti dal Consiglio comunale (1946-1995) | Sindaci eletti dal Consiglio comunale (1946-1995) | Sindaci eletti dal Consiglio comunale (1946-1995) | Sindaci eletti dal Consiglio comunale (1946-1995) |
| Nominativo                                           | Nominativo                                        | Partito                                           | Partito                                           | Partito                                           | Partito                                           | Mandato                                           | Mandato                                           | Elezione                                          |
| Nominativo                                           | Nominativo                                        | Partito                                           | Partito                                           | Partito                                           | Partito                                           | Inizio                                            | Fine                                              | Elezione                                          |
| ---------------------------------------------------- | ------------------------------------------------- | ------------------------------------------------- | ------------------------------------------------- | ------------------------------------------------- | ------------------------------------------------- | ------------------------------------------------- | ------------------------------------------------- | ------------------------------------------------- |
|                                                      | Cesare Bianchini                                  |                                                   | Partito Comunista Italiano                        | Partito Comunista Italiano                        | Partito Comunista Italiano                        | 1946                                              | 1948                                              | Elezione 1946                                     |
|                                                      | Walter Ceccaroni                                  |                                                   | Partito Comunista Italiano                        | Partito Comunista Italiano                        | Partito Comunista Italiano                        | 1948                                              | 1949                                              | Elezione 1946                                     |
|                                                      | Gomberto Bordoni (Prosindaco)                     |                                                   | Partito Comunista Italiano                        | Partito Comunista Italiano                        | Partito Comunista Italiano                        | 1949                                              | 1950                                              | Elezione 1946                                     |
|                                                      | Alberto Lollini (Prosindaco)                      |                                                   | Partito Comunista Italiano                        | Partito Comunista Italiano                        | Partito Comunista Italiano                        | 1950                                              | 1950                                              | Elezione 1946                                     |
|                                                      | Gualtiero Bracconi (Prosindaco)                   |                                                   | Partito Comunista Italiano                        | Partito Comunista Italiano                        | Partito Comunista Italiano                        | 1950                                              | 1951                                              | Elezione 1946                                     |
|                                                      | Walter Ceccaroni                                  |                                                   | Partito Comunista Italiano                        | Partito Comunista Italiano                        | Partito Comunista Italiano                        | 28 maggio 1951                                    | 29 novembre 1954                                  | Elezione 1951                                     |
|                                                      | Natale Muratori (facente funzioni)                |                                                   | Partito Comunista Italiano                        | Partito Comunista Italiano                        | Partito Comunista Italiano                        | 29 novembre 1954                                  | 24 dicembre 1954                                  | Elezione 1951                                     |
|                                                      | Renato Schiavo (Commissario prefettizio)          | –                                                 | –                                                 | –                                                 | –                                                 | 24 dicembre 1954                                  | 28 maggio 1956                                    | –                                                 |
|                                                      | Aldo Pasquali (Commissario prefettizio)           | –                                                 | –                                                 | –                                                 | –                                                 | 28 maggio 1956                                    | 1956                                              | –                                                 |
|                                                      | Solmi (Commissario straordinario)                 | –                                                 | –                                                 | –                                                 | –                                                 | 1956                                              | 25 aprile 1957                                    | –                                                 |
|                                                      | Veniero Accreman                                  |                                                   | Partito Comunista Italiano                        | Partito Comunista Italiano                        | Partito Comunista Italiano                        | 25 aprile 1957                                    | 25 maggio 1957                                    | Elezione 1957                                     |
|                                                      | Venceslao Riccò (facente funzioni)                |                                                   | Partito Socialista Italiano                       | Partito Socialista Italiano                       | Partito Socialista Italiano                       | 25 maggio 1957                                    | 31 agosto 1957                                    | Elezione 1957                                     |
|                                                      | Veniero Accreman                                  |                                                   | Partito Comunista Italiano                        | Partito Comunista Italiano                        | Partito Comunista Italiano                        | 31 agosto 1957                                    | 21 gennaio 1958                                   | Elezione 1957                                     |
|                                                      | Walter Ceccaroni                                  |                                                   | Partito Comunista Italiano                        | Partito Comunista Italiano                        | Partito Comunista Italiano                        | 21 gennaio 1958                                   | 1961                                              | Elezione 1957                                     |
| 1961                                                 | Walter Ceccaroni                                  | 1965                                              | Partito Comunista Italiano                        | Partito Comunista Italiano                        | Partito Comunista Italiano                        | Elezione 1961                                     |                                                   |                                                   |
| 1965                                                 | Walter Ceccaroni                                  | 9 giugno 1970                                     | Partito Comunista Italiano                        | Partito Comunista Italiano                        | Partito Comunista Italiano                        | Elezione 1965                                     |                                                   |                                                   |
|                                                      | Nicola Pagliarani                                 |                                                   | Partito Comunista Italiano                        | Partito Comunista Italiano                        | Partito Comunista Italiano                        | 9 giugno 1970                                     | 1975                                              | Elezione 1970                                     |
| 1975                                                 | Nicola Pagliarani                                 | 1976                                              | Partito Comunista Italiano                        | Partito Comunista Italiano                        | Partito Comunista Italiano                        | Elezione 1975                                     |                                                   |                                                   |
|                                                      | Ruggero Diotallevi (facente funzioni)             |                                                   | Partito Comunista Italiano                        | Partito Comunista Italiano                        | Partito Comunista Italiano                        | Elezione 1975                                     | 1976                                              | 1977                                              |
|                                                      | Nicola Pagliarani                                 |                                                   | Partito Comunista Italiano                        | Partito Comunista Italiano                        | Partito Comunista Italiano                        | Elezione 1975                                     | 1977                                              | 1978                                              |
|                                                      | Zeno Zaffagnini                                   |                                                   | Partito Comunista Italiano                        | Partito Comunista Italiano                        | Partito Comunista Italiano                        | Elezione 1975                                     | 1978                                              | 1980                                              |
| 1980                                                 | Zeno Zaffagnini                                   | 1983                                              | Partito Comunista Italiano                        | Partito Comunista Italiano                        | Partito Comunista Italiano                        | Elezione 1980                                     |                                                   |                                                   |
|                                                      | Massimo Conti                                     |                                                   | Partito Socialista Italiano                       | Partito Socialista Italiano                       | Partito Socialista Italiano                       | Elezione 1980                                     | 1983                                              | 1985                                              |
| 8 luglio 1985                                        | Massimo Conti                                     | 2 luglio 1990                                     | Partito Socialista Italiano                       | Partito Socialista Italiano                       | Partito Socialista Italiano                       | Elezione 1985                                     |                                                   |                                                   |
|                                                      | Marco Moretti                                     |                                                   | Partito Socialista Italiano                       | Partito Socialista Italiano                       | Partito Socialista Italiano                       | 2 luglio 1990                                     | 14 giugno 1992                                    | Elezione 1990                                     |
|                                                      | Giuseppe Chicchi                                  |                                                   | Partito Democratico della Sinistra                | Partito Democratico della Sinistra                | Partito Democratico della Sinistra                | 14 giugno 1992                                    | 1º luglio 1993                                    | Elezione 1990                                     |
|                                                      | Marco Moretti                                     |                                                   | Partito Socialista Italiano                       | Partito Socialista Italiano                       | Partito Socialista Italiano                       | 1º luglio 1993                                    | 16 luglio 1993                                    | Elezione 1990                                     |
|                                                      | Giuseppe Chicchi                                  |                                                   | Partito Democratico della Sinistra                | Partito Democratico della Sinistra                | Partito Democratico della Sinistra                | 16 luglio 1993                                    | 9 maggio 1995                                     | Elezione 1990                                     |
| Sindaci eletti direttamente dai cittadini (dal 1995) |                                                   |                                                   |                                                   |                                                   |                                                   |                                                   |                                                   |                                                   |
| Nominativo                                           | Nominativo                                        | Partito                                           | Partito                                           | Coalizione                                        | Coalizione                                        | Mandato                                           | Mandato                                           | Elezione                                          |
| Nominativo                                           | Nominativo                                        | Partito                                           | Partito                                           | Coalizione                                        | Coalizione                                        | Inizio                                            | Fine                                              | Elezione                                          |
|                                                      | Giuseppe Chicchi                                  |                                                   | Partito Democratico della Sinistra                |                                                   | PDS-Dem-FdV                                       | 9 maggio 1995                                     | 29 giugno 1999                                    | Elezione 1995                                     |
|                                                      | Alberto Ravaioli                                  |                                                   | Partito Popolare Italiano                         |                                                   | DS-PPI-RI-Dem-FdV-PdCI                            | 29 giugno 1999                                    | 1º giugno 2001                                    | Elezione 1999                                     |
|                                                      | Alberto Ravaioli                                  | Democrazia è Libertà - La Margherita              |                                                   | DS-DL-FdV-PdCI                                    | 1º giugno 2001                                    | 11 giugno 2006                                    | Elezione 2001                                     |                                                   |
|                                                      | Alberto Ravaioli                                  | Democrazia è Libertà - La Margherita              | DS-DL-IdV-FdV-PRC-PdCI                            | 11 giugno 2006                                    | 31 maggio 2011                                    | Elezione 2006                                     |                                                   |                                                   |
|                                                      | Andrea Gnassi                                     |                                                   | Partito Democratico                               |                                                   | PD-IdV-FdS-FdV-PSI-L. civiche                     | 31 maggio 2011                                    | 8 giugno 2016                                     | Elezione 2011                                     |
|                                                      | Andrea Gnassi                                     | PD-SI-IdV-CD-L. civiche                           | Partito Democratico                               | 8 giugno 2016                                     | 7 ottobre 2021                                    | Elezione 2016                                     |                                                   |                                                   |
|                                                      | Jamil Sadegholvaad                                |                                                   | Partito Democratico                               |                                                   | PD-Az-SI-L. civiche                               | 7 ottobre 2021                                    | in carica                                         | Elezione 2021                                     |